# Ка Специје (Пезаро и Урбино)
Ка Специје је насеље у Италији у округу Пезаро и Урбино, региону Марке.
Према процени из 2011. у насељу је живело 49 становника. Насеље се налази на надморској висини од 123 м.